# Patareni
A Patareni horvát hardcore punk/noise/grindcore együttes, amely 1983-ban alakult Zágrábban. Az együttes egyike a legkorábbi grindcore zenekaroknak.
Pályafutásuk alatt kultikus státuszt értek el, továbbá több együttes is hatásuknak jelölte meg őket. 1994-ben tribute album készült, ahol egyéb előadók játsszák a Patareni számait. 2009-ben a Terrorizer a Patareni "Back to the Roots" című lemezét a 20 legjobb európai grindcore album közé válogatta.
Gitárosuk, Davor a Hladno pivo zenekar tagja is.
Az Extreme Smoke és a PureH nevű szlovén együttesek tagjai is játszottak a Patareni-ben. Az olasz Cripple Bastards grindcore-együttes énekese, Giulio the Bastard is énekelt a Patareni-ben.